# Scatologia
Con il termine scatologia (dal greco attico σκῶρ, gen. σκατός, "escremento", e λόγος, "materia, ragionamento") si intende la trattazione che ha per tema le deiezioni.

## Definizione
Forme patologiche possono portare all'eccitazione erotica in presenza di atti defecativi o di escrementi (scatofilia), al maneggiamento di deiezioni (coprofilia) e all'ingestione di feci (coprofagia o scatofagia).
Il manuale diagnostico e statistico dei disturbi mentali contempla fra le parafilie non altrimenti specificate (NAS - rif. 302.9) anche la scatologia telefonica, indicandola come un eloquio osceno, imposto all'ascoltatore durante le telefonate, al fine di trarne eccitazione sessuale.